# Фудбалски савез Белиза
Фудбалски савез Белиза (енгл. Football Federation of Belize (FFB)) је највиша фудбалска организација на територији средњоамеричке државе Белиз која руководи фудбалским спортом у земљи, као и њеном фудбалском репрезентацијом.
Иако се фудбал почео играти у овој земљи од краја 19. века, фудбалски савез је основан 1980. године. Белиз је 1987. примљен у КОНКАКАФ (Северно-средњоамеричка и карипска фудбалска конфедерација) и ФИФА. 
Прву међународну утакмицу репрезентација је одиграна је у Сан Салвадору Салвадор 28. новембра 1995. против репрезентације Салвадора и игубила 3:0.
Председник савеза је Берти Кимилио.
Боја дресова репрезентације је црвена.
Лига Белиза се игра од 1991. године, а најуспешнији клуб је Јувентус из Корозала.